# جيوفري كوكس (سياسي)
جيوفري كوكس (بالإنجليزية: Geoffrey Cox)‏ هو سياسي أسترالي، ولد في 4 ديسمبر 1914 في بوندي ‏ في أستراليا، وتوفي في 16 نوفمبر 1964 في سيدني في أستراليا. نشط حزبياً في New South Wales Liberal Party ‏. وقد انتخب عضو الجمعية التشريعية لنيو ساوث ويلز.